# Bugs Moran
Pour les articles homonymes, voir Moran.
 (janvier 2025).
Si vous disposez d'ouvrages ou d'articles de référence ou si vous connaissez des sites web de qualité traitant du thème abordé ici, merci de compléter l'article en donnant les références utiles à sa vérifiabilité et en les liant à la section « Notes et références ».
George « Bugs » Moran, né Adelar Léo Cunin le 21 août 1893 à Saint Paul dans le Minnesota   et mort le 25 février 1957 au pénitencier fédéral de Leavenworth dans le Kansas  était un gangster américain du Chicago de l'époque de la Prohibition, adversaire d'Al Capone et membre du gang de North Side (North Side Gang). Les épisodes sanglants qui jalonnèrent son parcours sont emblématiques d’une période de décomposition dans la société américaine, lorsque l'État de droit était en déclin et le crime florissant.

## Biographie

### Ses origines
Il nait au sein d'une famille catholique et francophone. Son père Jules Cunin est un maçon français né le 25 septembre 1860 à Docelles, dans les Vosges et immigré aux États-Unis et sa mère Marie Diana Gobeil, vient d'une famille originaire de Chicoutimi au Québec.  
Les origines irlandaises et polonaises de Bugs Moran seraient donc une légende, selon la biographie de Rose Keefe sur le gangster. Elle viendrait du fait que, durant toute sa carrière criminelle, celui-ci prit plusieurs identités différentes (George « Bugs » Moran, George Gage, George Miller, George Morrissey ou John Phillips),.

### La vocation criminelle
George Moran fait ses premières armes dans les quartiers nord (North Side) de Chicago. Membre de diverses bandes, il connaît la prison à trois reprises avant d’atteindre sa majorité. Le passage à tabac d’un tailleur, abandonné bras et jambes brisés pour avoir simplement dénigré ses origines étrangères, lui vaudra le surnom non usurpé de « Bugs » (« le Branque »).
Il se taille une réputation dans la contrebande d'alcool et l’organisation de jeux de dés. Sa carrière s'étoffe aux côtés de Dean O'Banion, chef du gang de North Side.

### Johnny Torrio jette l'éponge
En 1924, Dean O'Banion est assassiné par des hommes de main de Johnny Torrio, un patron dans le south side italien de chicago. Hymie Weiss lui succède avec le « Branque » pour bras droit. Ensemble, ils entreprennent d’exécuter Johnny Torrio. Mais alors que ce dernier, surpris sur le pas de sa porte, est à leur merci, le plan tourne court avec l'arrivée inopinée d'un fourgon de blanchisserie que les deux agresseurs, prenant la fuite sans achever leur victime, croient être celui de lieutenants de Torrio. Grièvement blessé, Johnny Torrio confie sa succession à Al Capone et se range définitivement des affaires en Italie, où il achève sa convalescence.

### Al Capone relève le défi
Ennemis jurés d’Al Capone, Weiss et Moran forment l’ultime rempart contre l'empire dont le Balafré est l’héritier. La lutte qui va les opposer sera jalonnée de cadavres. Moran proclame dans la presse son mépris pour Al Capone, qu’il tient pour un « individu de bas étage ». Le « Branque » est, du reste, un fervent catholique convaincu de sa supériorité morale : à l’inverse de son rival, il ne s’intéresse pas à la prostitution.
Le 20 septembre 1926, il tente d’assassiner Al Capone dans son fief de Cicero, dans l’Illinois. L’entreprise est un fiasco, Al Capone s’en sort sans une égratignure.
Le 14 février 1929, au cours du fameux massacre de la Saint-Valentin, les hommes d'Al Capone déguisés en policiers abattent dans le dos les lieutenants de Moran. Celui-ci, arrivé en retard au rendez-vous, échappe à la mort de justesse.

### Une fin misérable
Une loi de 1933 met fin à la Prohibition, entraînant le déclin des gangs de Chicago. En 1936, Moran le « Branque » accomplira l’un de ses derniers faits d'armes en prenant sa revanche sur Jack la Sulfateuse, l’instigateur du massacre de la Saint-Valentin, qu'il exécute sept ans jour pour jour après la tuerie qui marque son déclin. Son entreprise de jeux passera entre les mains de cartels mafieux dirigés par Meyer Lansky et Lucky Luciano, tandis qu'il poursuivra une carrière beaucoup plus discrète, ayant perdu la plupart de ses appuis.
En 1946, Moran est arrêté dans l’Ohio après avoir volé à un garçon de courses la somme de 10 000 dollars, maigre butin comparé au grand train de vie de ce même gangster sous la Prohibition. Condamné à dix ans de prison, il commet, à sa sortie, un braquage de banque qui l’envoie pour dix autres années au pénitencier fédéral de Leavenworth dans le Kansas. Le « Branque » y meurt seul et pauvre d’un cancer le 25 février 1957 à 63 ans et son corps est jeté dans la fosse commune.